# Кайинди (Зерендинський район)
Кайинди́ (каз. Қайынды) — село у складі Зерендинського району Акмолинської області Казахстану. Входить до складу Ортацького сільського округу.
Населення — 34 особи (2021; 40 у 2009, 41 у 1999, 69 у 1989).
Національний склад станом на 1989 рік:
- казахи — 79 %.

Станом на 1989 рік село мало статус станційного селища. До 2018 року називалось Трофимовка.